# Цэвээнсурэнгийн Цогбадрах
Цэвээнсурэнгийн Цогбадрах (монг. Цэвээнсүрэнгийн Цогбадрах; 1 января 1998, Монголия) — монгольский борец вольного стиля, призёр чемпионата мира и чемпионата Азии.

## Карьера
23 апреля 2022 года в Улан-Баторе на чемпионате Азии в схватке за бронзовую медаль проиграл японцу Кайки Ямагути, заняв итоговое 5 место. 19 апреля 2024 года он принимал участие на Азиатском квалификационном турнире в Бишкеке, где в 1/4 финала уступил Эрназару Акматалиеву из Кыргызстана, оставшись без лицензии. 30 октября 2024 года на чемпионате мира в Тиране в полуфинале проиграл Ахмету Думану из Турции, на следующий день в  схватке за 3 место он на туше победил Нураддина Новрузова, завоевав бронзовую медаль. 
На чемпионате Азии 2025, который проходил в Аммане, завоевал серебряную медаль в весовой категории до 65 кг.

## Достижения
- Первенство Азии по борьбе среди кадетов 2013 — ;
- Чемпионат Азии по борьбе 2022 — 5;
- Чемпионат мира по борьбе 2022 — 9;
- Чемпионат мира по борьбе 2024 — ;
- Чемпионат Азии по борьбе 2025 — ;